# Târgu Neamț
Târgu Neamț (ungarisch Németvásár, deutsch Niamtz lateinisch Castrum Nempch, hebräisch/jiddisch טרגו ניאמץ) ist eine Stadt im Kreis Neamț in der Westmoldau in Rumänien.

## Lage
Târgu Neamț liegt am Ostrand des Stânișoara-Gebirges, das ein Teil der Ostkarpaten ist. Durch die Stadt fließt der Neamț (auch Ozana). Die Kreishauptstadt Piatra Neamț befindet sich etwa 30 km südlich von Târgu Neamț entfernt.

## Geschichte
Das Gebiet der heutigen Stadt war bereits im Neolithikum, in der Bronzezeit sowie zur Zeit der Daker besiedelt. Târgu Neamț wurde zwischen 1387 und 1392 erstmals urkundlich erwähnt. Ob es sich bei der Stadt um eine Gründung deutscher Siedler handelt, wie der Name nahelegt (rum. neamț = „Deutscher“), ist unter rumänischen Historikern umstritten.
Târgu Neamț war eine der ältesten Städte im Fürstentum Moldau. Eine wichtige Rolle für die Stadt spielte die nahe gelegene Burg Neamț, die seit dem 14. Jahrhundert existierte und die unter Ștefan cel Mare ausgebaut wurde.
Im 17. und 18. Jahrhundert kam es mit dem Niedergang des Fürstentums Moldau und unter osmanischer Oberherrschaft auch zu einer Stagnation in der Entwicklung der Stadt. Im 19. Jahrhundert zogen viele Juden aus Siebenbürgen zu; Târgu Neamț erlebte einen erneuten Aufschwung, der sich bis zum Zweiten Weltkrieg fortsetzte. Während der Zeit des Kommunismus wurden in der Stadt keine Großbetriebe angesiedelt, so dass die Einwohnerzahl im Vergleich zu anderen Städten langsamer zunahm.

## Bevölkerung
Bei der ersten Zählung im Jahr 1772 wurden in Târgu Neamț 145 Häuser registriert, 1835 waren es 519 Familien. 1915 waren 9115 Einwohner zu verzeichnen; der Höhepunkt der Einwohnerzahl wurde 1997 mit 22.700 erreicht. Bei der Volkszählung 2002 registrierte man in der Stadt 20.496 Einwohner, darunter 20.152 Rumänen, 12 Ungarn, 302 Roma, 12 Juden und 2 Deutsche.

## Verkehr
Târgu Neamț ist Endpunkt einer Bahnstrecke, die 1986 in Betrieb genommen wurde und die vom Eisenbahnknotenpunkt Pașcani führt. In diese Stadt verkehren mehrmals täglich Nahverkehrszüge. Regelmäßige Busverbindungen bestehen u. a. nach Piatra Neamț und nach Iași.
Târgu Neamț liegt an den Nationalstraßen Drum național 15B und Drum național 15C. Nach derzeitiger Planung (2008) wird eine Autobahn A4, die Iași mit dem Nordwesten des Landes verbinden soll, durch Târgu Neamț führen.

## Sehenswürdigkeiten
- Burg Neamț
- Historisches Museum
- Gedenkhaus für Ion Creangă
- Kloster Neamț, etwa 15 km westlich der Stadt
- Kloster Văratec, etwa 12 km südlich der Stadt
- Kloster Agapia, etwa 10 km südwestlich der Stadt
- Kloster Secu, etwa 20 km westlich der Stadt
- Kloster Sihla, etwa 30 km westlich der Stadt[6]
- Kloster Sihăstria, 22 km westlich der Stadt[7]

## Persönlichkeiten
- Ion Creangă (1839–1889), Schriftsteller
- Irving Layton (1912–2006), kanadischer Dichter und Autor
- Moshe Idel (* 1947), israelischer Philosoph
- Ioan Vieru (* 1962), Schriftsteller
- Alina Rîpanu (* 1981), Leichtathletin
- Ioana Vrînceanu (* 1994), Ruderin

## Gemeindepartnerschaft
- Saint-Just-Saint-Rambert, Département Loire, Frankreich (seit 1999)